# Crioromediterrani

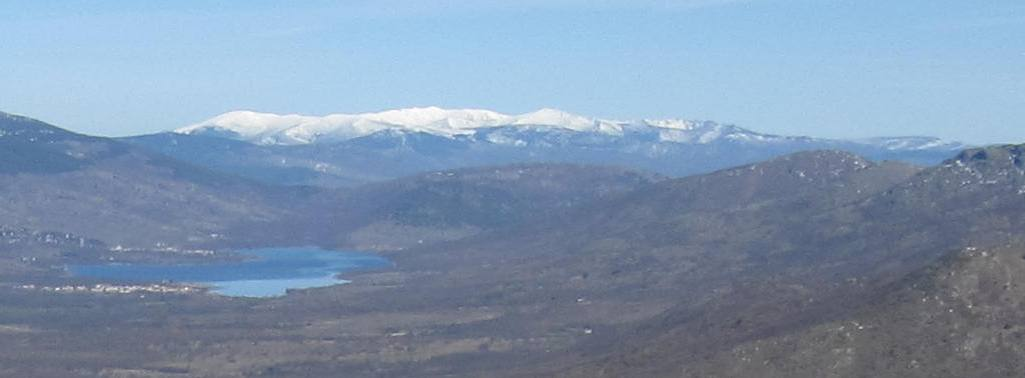
La Serra d'Ayllón a l'altiplà de la península Ibèrica presenta un estatge crioromediterrani als cims.

Crioromediterrani, és un estatge bioclimàtic, segons proposa Salvador Rivas Martínez, que es pot trobar en qualsevol zona de clima mediterrani, situat per sobre del pis oromediterrani.,
Depenent de la latitud i altres factors, l'altitud a la qual es troba és variable, però en tots els casos es tracta d'un clima d'alta muntanya, amb gelades freqüents a l'hivern que resulta molt llarg i amb secada d'estiu.
La vegetació es caracteritza normalment per prats pobres i matolls poc desenvolupats.